# If I Can Dream
If I Can Dream is een nummer dat Elvis Presley  zong aan het einde van zijn Comeback Special in 1968. Het verving I'll Be Home for Christmas.
If I Can Dream werd geschreven door Walter Earl Brown naar aanleiding van de moord op Martin Luther King. 
Alhoewel het nummer geen gospel is, vinden velen het er wel op lijken.
De single waarop het nummer stond verkocht meer dan een miljoen exemplaren.

## Hitnoteringen

### NPO Radio 2 Top 2000
| Nummer met noteringen in de NPO Radio 2 Top 2000 | '22  | '23 | '24 |
| ------------------------------------------------ | ---- | --- | --- |
| If I Can Dream                                   | 1131 | 414 | 344 |

1. ↑  Een vetgedrukt getal geeft de hoogste notering aan.
2. ↑  2022 was het eerste jaar met een notering voor dit nummer.

### Evergreen Top 1000
| Evergreen Top 1000 "If I Can Dream" | Evergreen Top 1000 "If I Can Dream" | Evergreen Top 1000 "If I Can Dream" | Evergreen Top 1000 "If I Can Dream" | Evergreen Top 1000 "If I Can Dream" | Evergreen Top 1000 "If I Can Dream" | Evergreen Top 1000 "If I Can Dream" | Evergreen Top 1000 "If I Can Dream" | Evergreen Top 1000 "If I Can Dream" | Evergreen Top 1000 "If I Can Dream" | Evergreen Top 1000 "If I Can Dream" | Evergreen Top 1000 "If I Can Dream" | Evergreen Top 1000 "If I Can Dream" | Evergreen Top 1000 "If I Can Dream" | Evergreen Top 1000 "If I Can Dream" | Evergreen Top 1000 "If I Can Dream" | Evergreen Top 1000 "If I Can Dream" |
| Jaar                                | 2008                                | 2009                                | 2010                                | 2011                                | 2012                                | 2013                                | 2014                                | 2015                                | 2016                                | 2017                                | 2018                                | 2019                                | 2020                                | 2021                                | 2022                                | 2023                                |
| ----------------------------------- | ----------------------------------- | ----------------------------------- | ----------------------------------- | ----------------------------------- | ----------------------------------- | ----------------------------------- | ----------------------------------- | ----------------------------------- | ----------------------------------- | ----------------------------------- | ----------------------------------- | ----------------------------------- | ----------------------------------- | ----------------------------------- | ----------------------------------- | ----------------------------------- |
| Positie                             | -                                   | -                                   | -                                   | -                                   | -                                   | -                                   | -                                   | -                                   | -                                   | -                                   | -                                   | -                                   | -                                   | -                                   | -                                   | 282                                 |